# Cycloprosopus
Cycloprosopus là một chi bướm đêm thuộc họ Erebidae.